# Дино Кьосев
Дино Георгиев Кьосев е български обществен деец, журналист и историк.

## Биография
Кьосев е роден в 1901 година в Кукуш, тогава в Османската империя, днес Килкис, Гърция. След Балканската война семейството му емигрира в Струмица, тогава в България, където Кьосев завършва гимназия. След Първата световна война той заминава за Виена, където завършва ветеринарна медицина с докторат.
Завръщайки се в България, Кьосев сътрудничи на Вътрешната македонска революционна организация (обединена) и става един от редакторите на печатния ѝ орган вестник „Македонско дело“ с псевдоним Клисуров (1925 – 1933). От 1927 година е член на Българската комунистическа партия. През 1932 година някои членове на ВМРО (обединена), включително и Кьосев, поставят за първи път въпроса за признаване на отделна македонска нация.
През 1933 година той емигрира в СССР, където работи като ветеринар. По това време изнася и доклад в средите на Коминтерна в Москва във връзка с необходимостта от признаването на отделна македонска нация. След приемане на Резолюцията на Коминтерна по Македонския въпрос през 1934 година, Задграничното бюро на БКП в Москва създава група, която да разработи план за проучване на въпроса за „македонския език и нация“ и да излезе с решение, в която е включен и той.
Арестуван е на 23 април 1936 година, като заместник-директор по научната работа на Всесъюзния институт по експериментално ветеринарно дело. Осъден е на 5 години в лагер. Реабилитиран е с определение на Военната колегия на Върховния съд на СССР на 22 септември 1956 година.
В март 1948 се завръща в България и работи в Министерство на земеделието и горите. От 1950 година е редактор в „Работническо дело“. В 1956 – 1957 година  е кореспондент на вестника в Берлин, а от 1958 до 1966 година е негов заместник главен редактор. С разрива между Сталин и Тито след 1948 година заема антиюгославска позиция, а с промяната на политиката по Македонския въпрос в края на 50-те години, започва да акцентира в публикациите си върху липсата на етнически смисъл на понятието „македонски народ“ в традициите на македонското освободително движение и отхвърля съществуването на македонска нация преди създаването на югославската федерация.
От 1963 до 1977 година Кьосев е председател на Съюза на македонските културно просветни дружества. Член е на Националния съвет и на Президиума на Отечествения фронт, както и на Националния комитет за защита на мира и на Славянския комитет в България. Изследва македоно-одринското освободително движение.
Носител е на ордените „Народна република България (орден)“ ІІ степен (1961), „Георги Димитров“ (1971) и Златна игла от Лигата за дружба между народите, ГДР (1970).
Дино Кьосев умира в 1977 година.
Далечен негов роднина е българският общественик професор Александър Кьосев.

## Трудове
Сред по-известните му трудове са:
- „Борбите на македонския народ за освобождение“ (1950)
- „Илинденско въстание“ (1953)
- „История на македонското национално революционно движение“ (1954)
- „Гоце Делчев“ (1967)
- „Гоце Делчев. Писма и други материали“ (1967)[4]